# Edmund Dene Morel
Edmund Dene Morel (10. července 1873, Paříž, Francie – 12. listopadu 1924, Bovey Tracey, Devon, Velká Británie) byl britský novinář, spisovatel a politik.

## Život a dílo
Narodil se v Paříži v rodině Angličanky a francouzského státního úředníka, který zemřel v roce 1877. Když mu bylo patnáct let, opustil školu a začal pracovat, protože rodina nemohla financovat další studium. Pracoval v Liverpoolu u plavební společnosti. Protože hovořil anglicky i francouzsky, dostal se do kontaktu s představiteli Svobodného státu Kongo. V roce 1900 kritizoval v sérii článků praktiky evropských obchodníků s kaučukem a slonovinou, kteří do Konga vozili zbraně a munici a nutili domorodé obyvatele k otrocké práci, a tak o místo přišel.
V roce 1903 založil v Liverpoolu vlastní noviny West African Mail zaměřené na dění v Kongu. Na základě shromážděných informací Morel detailně popisoval zotročení místních afrických obyvatel belgickým králem Leopoldem a jeho režimem a postupně získával podporu politiků, církevních představitelů a podnikatelů. Roku 1904 založil organizaci Congo Reform Association a kromě publikování rovněž pořádal přednášky v Británii a ve Spojených státech.
V roce 1906 publikoval knihu Red Rubber, ve které detailně shrnul svá zjištění. Král Leopold byl přinucen roku 1908 předat Kongo do rukou belgické vlády, avšak celý proces se prodloužil až do roku 1913.
Morel se stal členem Liberální strany, za kterou rovněž kandidoval. Během první světové války se však se stranou rozešel a založil skupinu Union of Democratic Control, která nesouhlasila s tajnými vyjednáváními válčících stran o poválečném uspořádání. Roku 1917 byl obviněn ze spolupráce s Německem a uvězněn. Po propuštění vstoupil do Nezávislé labouristické strany.

### Publikace (výběr)
- MOREL, Edmund D. Affairs of West Africa. London: William Heinemann, 1902. Dostupné online.
- MOREL, Edmund D. The British Case in French Congo. London: William Heinemann, 1903. Dostupné online.
- MOREL, Edmund D. King Leopold's Rule in Africa. London: William Heinemann, 1904. Dostupné online.
- MOREL, Edmund D. Red Rubber. London: T. Fisher Unwin, 1906. Dostupné online. Revidované vydání, 1920.
- MOREL, Edmund D. Morocco in Diplomacy. London: Smith, Elder, 1912. Dostupné online.
- MOREL, Edmund D. Ten Years of Secret Diplomacy. London: National Labour Press, 1915. Dostupné online.
- MOREL, Edmund D. Truth and the War. London: National Labour Press, 1918. Dostupné online.